# بينجامين أوشان
بينجامين أوشان (بالإنجليزية: Benjamin Ochan)‏ (18 سبتمبر 1989 بأوغندا - ) هو لاعب كرة قدم أوغندي في مركز. شارك مع منتخب أوغندا لكرة القدم. أما مع النوادي، فقد لعب مع نادي كامبالا سيتي وSC Victoria University ‏.

## وصلات خارجية
- بينجامين أوشان على موقع قاعدة بيانات كرة القدم.إي يو (الإنجليزية)
- بينجامين أوشان على موقع ناشيونال فوتبول تيمز (الإنجليزية)
- بينجامين أوشان على موقع Soccerway.com (الإنجليزية)